# Houston (Missouri)
Pour les articles homonymes, voir Houston (homonymie).
La ville de Houston est le siège du comté de Texas, situé dans l’État du Missouri, aux États-Unis. Sa population s’élevait à 2 081 habitants lors du recensement de 2010, estimée à 2 093 habitants en 2016.

## Histoire
Houston a été fondée en 1857. Elle a été nommée d’après Samuel Houston,.